# Conti e duchi di Vendôme
I Conti e duchi di Vendôme si susseguirono dal X secolo (inizio della dinastia comitale francese iniziata con Ugo Capeto) al 1727 (riacquisizione del titolo alla corona di Francia). Nel 1514, il re di Francia Luigi XII elevò la Contea di Vendôme al rango di ducato.

## Lista

### Bouchardidi
- 930 – 956 o 967 Bouchard Ratepilate
- 956 o 967 – 1005: Bouchard I il Venerabile, conte di Vendôme; nominato da Ugo Capeto, per matrimonio conte di Corbeil (sposò Elisabetta, vedova del conte Aimone di Corbeil) e castellano di Melun, procuratore dell'Abbazia di Saint-Maur-des-Fossés.
- 1005 – 1017: Rinaldo di Vendôme, cancelliere (988), Vescovo di Parigi (991) ( - † v. 1017), figlio di Bouchard I il Venerabile

### Casa di Nevers
- 1017 – 1023: Bodon di Nevers, conte di Vendôme († 1023)
sposò Adèle di Vendôme-Anjou, figlia di Folco III d'Anjou, conte d'Anjou, e dopo la di lei morte, Elisabetta di Vendôme (figlia di Bouchard I di Vendôme detto il Venerabile e di Elisabetta di Melun).
- 1023-1028: Bouchard II di Vendôme detto Bouchard II detto Il Calvo, conte di Vendôme († 1028), figlio del precedente e di Adèle di Vendôme-Anjou.
  - 1023-1027: tutela del nonno materno Folco III d'Anjou
- 1028-1032: Adèle de Vendôme-Anjou, madre di Bouchard II di Vendôme t
Folco di Vendôme detto Il Tonto, conte de Vendôme († 1066), fratello del medesimo

### Casa d'Angiò
- 1032 – 1056: Goffredo I di Vendôme

### Casa di Nevers
- 1056 – 1066: nuovamente Folco di Vendôme detto il Tonto, conte de Vendôme († 1066)
- 1066 – 1085: Bouchard III detto Il Giovane, conte de Vendôme, figlio di Folco di Vendôme detto il Tonto 
  - 1066 – 1075: tutela del cugino Guido di Nevers, signore di Nouastre

### Casa di Preuilly

Arma dei conti di Vendôme (Casa di Preuilly)

- 1085 – 1102: Goffredo III de Preuilly (Goffredo II di Vendôme, † v. 1102), signore di Preuilly (figlio di Goffredo II di Preuilly), per matrimonio conte di Vendôme (1086-1101), (sposò Eufrosina, figlia di Folco Il Tonto).
- 1102 – 1137: Goffredo III, conte d Vendôme († 1137), figlio di Goffredo II di Vendôme e di Eufrosina di Vendôme
  - 1102 – 1105: tutela della madre Eufrosina di Vendôme
- 1137 – 1180: Giovanni I, conte de Vendôme (1110 † 1180), figlio di Goffredo III di Vendôme
- 1180 – 1202: Bouchard IV, conte de Vendôme (1139 † 1202), figlio di Giovanni I di Vendôme
- 1202 – 1211: Giovanni II conte de Vendôme († 1211), nipote (in linea diretta) di Bouchard IV, conte de Vendôme
  - 1202 – 1211: tutela dello zio Goffredo di Vendôme, figlio di Giovanni I
- 1211 – 1217: Giovanni III detto l'Ecclesiastico, conte de Vendôme († 1217), figlio di Bouchard IV

### Casa di Montoire

Arma dei conti di Vendôme (Casa di Montoire)

- 1217 – 1230: Giovanni IV, signore di Montoire-sur-le-Loir, conte di Vendôme, nipote (in linea diretta) di Bouchard IV per parte di madre
- 1230 – 1249: Pietro, conte di Vendôme (1200 † 1249), figlio di Giovanni IV di Vendôme
- 1249 – 1270: Bouchard V, conte de Vendôme († 1270), figlio di Pietro di Vendôme
- 1271 – 1315: Giovanni V, conte de Vendôme e signore di Castres († 1315), figlio di Bouchard V di Vendôme
- 1315 – 1354: Bouchard VI, conte di Vendôme e signore di Castres († 1354), figlio di Giovanni V di Vendôme
- 1354 – 1364: Giovanni VI conte di Vendôme e di Castres († 1364), figlio di Bouchard VI di Vendôme
- 1364 – 1371: Bouchard VII, conte di Vendôme e di Castres († 1371), figlio di Giovanni VI conte di Vendôme e di Castres
- 1371 – 1372: Giovanna, contessa di Vendôme e di Castres († 1372), figlia di Bouchard VII di Vendôme e di Castres
  - 1371 – 1372: tutela della nonna Giovanna di Ponthieu, vedova di Giovanni VI conte di Vendôme e di Castres.
- 1372 – 1403: Caterina, contessa di Vendôme e di Castres († 1411), figlia di Giovanni VI conte di Vendôme e di Castres, sposò Giovanni I di Borbone-La Marche (Giovanni VII di Borbone)

### Casa di Borbone

Arma dei Borbone-Vendôme

- 1372 – 1393: Giovanni I di Borbone-La Marche (Giovanni VII di Borbone), conte di Vendôme († 1393), e Caterina di Vendôme sua sposa
- 1403 – 1446: Luigi I di Borbone-Vendôme (1376 † 1446), figlio di Giovanni I di Borbone-La Marche conte di Vendôme e di Caterina di Vendôme
  - 1424 – 1430: Roberto di Willughby, investito da Giovanni di Lancaster, duca di Bedford
- 1446 – 1477: Giovanni VIII di Borbone-Vendôme († 1477), figlio di Luigi I di Borbone-Vendôme e di Giovanna di Laval
- 1477 – 1495: Francesco I di Borbone-Vendôme, (1470 † 1495), figlio di Giovanni VIII di Borbone-Vendôme 
  - 1477 – 1484: tutela del cognato Luigi di Joyeuse, marito di Giovanna di Vendôme.
- 1495 – 1514: Carlo I di Borbone-Vendôme (1489 – 1537, noto anche come Carlo IV di Borbone) figlio di Francesco I di Borbone-Vendôme, 
Nel 1514, la contea di Vendôme fu elevata al rango di ducato da Luigi XII e nel 1527, Carlo di Borbone ereditò il titolo di duca di Borbone.
  - 1495 – 1514: poiché a Carlo andò solo la nuda proprietà della contea mentre la madre Maria di Lussemburgo († 1546) ne ereditò dal marito Francesco di Borbone-Vendôme l'usufrutto, il governo fu assicurato dalla vedova e non dal figlio.

Terminò così la dinastia dei conti di Borbone che proseguì, senza soluzione di continuità nella titolarità, con quella dei Duchi di Vendôme.

Arma dei Borbone-Vendôme (1527-1589)

- 1514 – 1537 Carlo IV di Borbone (1489 – 1537) figlio di  Francesco di Borbone-Vendôme, già Conte di Vendôme dal 1495
Nel  1527, Carlo ereditò il titolo di duca di Borbone.
  - 1514 – 1546: poiché a Carlo, alla morte del padre, andò solo la nuda proprietà della contea mentre la madre Maria di Lussemburgo († 1546) ne ereditò dal marito Francesco di Borbone-Vendôme l'usufrutto, il governo del ducato, già da quando era ancora contea, fu assicurato dalla vedova e non dal figlio.
- 1537 – 1562: Antonio di Borbone, duca di Vendôme, figlio di Carlo IV di Borbone e di Françoise d'Alençon. Dopo la morte della nonna Maria di Lussemburgo († 1546) entrò in pieno possesso del ducato. Sposato a Giovanna d'Albret, regina di Navarra, divenne re di Navarra, conte di Foix, di Bigorre, d'Armagnac e di Périgord, nonché visconte di Béarn (dal 1555)
- 1562 – 1589: Enrico IV (1533 – 1610), figlio di Antonio di Borbone, duca di Vendôme e re di Navarra, divenne nel 1589 re di Francia ed il ducato fu riunito alla corona di Francia ma nel medesimo anno egli lo concesse in appannaggio.

### Duchi "in appannaggio"

Arma dei Duchi di Vendôme (in appannaggio)

- 1598-1665: Cesare di Borbone-Vendôme, figlio illegittimo, poi legittimato, di Enrico IV e di Gabrielle d'Estrées
- 1665-1669:  Luigi di Borbone-Vendôme, figlio di Cesare di Vendôme, sposò Laura Mancini, nipote del cardinale Mazarino
- 1669-1712: Luigi Giuseppe di Borbone-Vendôme, detto "il Gran Vendôme", figlio di Luigi e di Laura Mancini.
- 1712-1727: Filippo di Borbone-Vendôme, detto "il Priore", fratello di Luigi Giuseppe, ultimo duca di Vendôme.

Alla morte di Luigi-Giuseppe di Vendôme Luigi XIV, con il pretesto che il fratello che gli succedeva, in quanto Priore dell'Ordine militare dei Cavalieri di Malta, non poteva possedere beni (né avrebbe potuto avere eredi), riacquisì alla corona di Francia il ducato. Dal 1771 al 1789 quest'ultimo fu incluso nell'appannaggio di Carlo, conte di Provenza, fratello di Luigi XVI, e futuro re di Francia con il nome di Luigi XVIII.

### Titolo di cortesia
- 1895-1931: Emanuele d'Orléans
- dal 1987: Giovanni d'Orléans, pretendente orleanista al trono di Francia dal 2019.